# 宇谷の連理根上りマツおよび根上りマツ

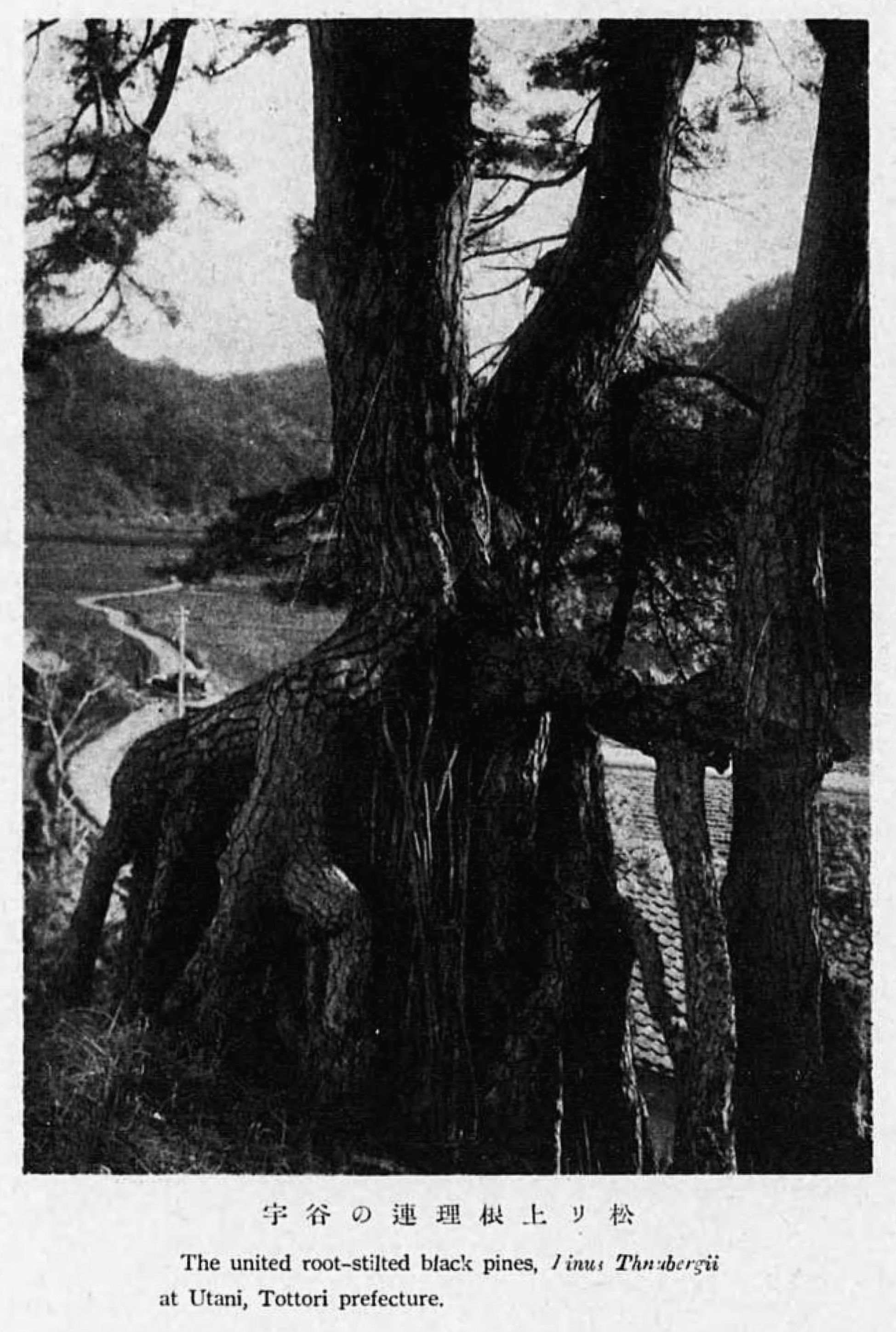
宇谷の連理根上りマツ（1943年）

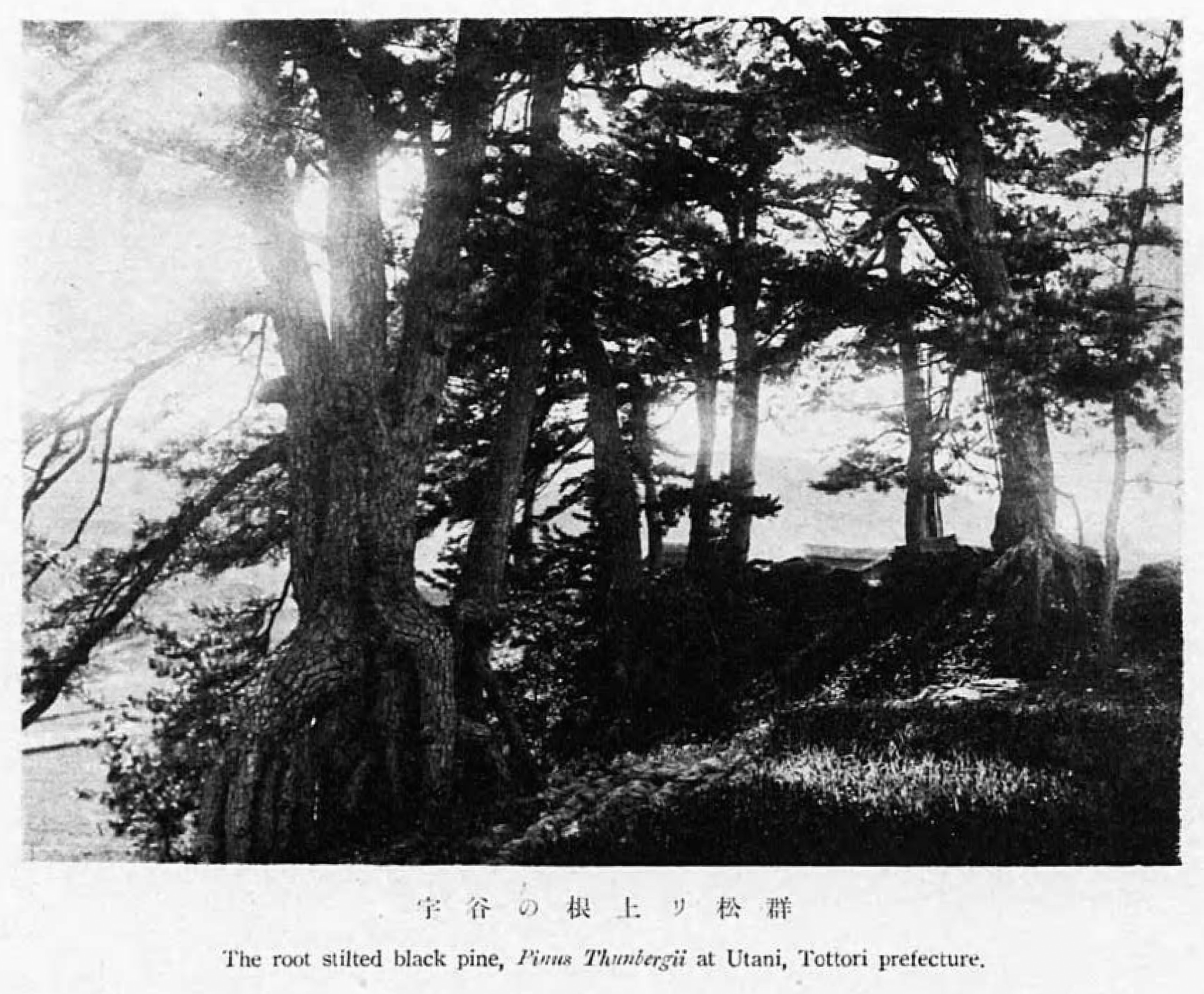
宇谷の根上りマツ群（1943年）

宇谷の連理根上りマツおよび根上りマツ（うたにのれんりねあがりマツおよびねあがりマツ）は、鳥取県東伯郡湯梨浜町大字宇谷に生育していたクロマツの巨木群である。推定の樹齢は最古の木で約350年とされ、14本あったマツのうち、連理根上りマツ1本、根上りマツを4本含んでいた。
1943年（昭和18年）に、生育地域約14アールが国の天然記念物に一括指定された。1977年（昭和52年）には、同様のマツが生育する近接地域約5アールが追加指定を受けた。しかし、1959年（昭和34年）の伊勢湾台風や1980年（昭和55年）頃からの松くい虫の被害によって、1982年（昭和57年）までに全部枯死している。

## 由来
このマツがあった宇谷地区は国道9号がそばを通る集落で、日本海の近くに位置する。宇谷地区の海岸沿いには、山陰地方によく見られる砂丘地がほぼ東西の方向に形成されている。山陰地方では古くは室町時代以降、とりわけ江戸時代に入ってから防風林や防砂垣などの対策が長年にわたって続けられ、砂丘地を耕地とするための努力が営まれていた。
宇谷地区の砂丘地斜面上には、並木状になったクロマツが生育していた。『天然記念物事典』108頁（1981年第5刷）では、「小丘状の斜面上にクロマツの大木十四本と稚樹十余本とから成る山林の一区画があり、その中に連理根上りマツ一株と根上りマツ四株とがある」と記述されている。その名の由来となった「根上り現象」は、根元の土砂が長年の風雨によって洗い流された結果のものとされ、とりわけ海岸に近い砂地に生えたマツにしばしば発生することで知られる。
これらのマツは、自生か栽植のものか不明ともいわれていた。評論家で巨木に関する著書の多い牧野和春は、2007年（平成19年）の『古木の物語』で、最古のマツは推定の樹齢が約350年とされていたため、1978年（昭和53年）を起点として逆算すると江戸時代初期にあたる1628年（寛永5年）頃に植えられたものと推定していた。この最古のマツが連理根上りマツで、クロマツ並木の最東端に生育していた。
『天然記念物事典』108頁（1981年第5刷）などによると、連理根上りマツの樹高は28メートルあり、主幹は高さ1.1メートル付近で2つの幹に分岐し、東北の支幹は分岐点上で周囲が3.35メートルあった。支幹はさらに1.90メートル上ってまた2つに分かれ、枝張りは東方向に約11.3メートル、南に約14メートル、北方向に約6メートルを測ったが、西側はもう1本のマツに妨げられてほとんど枝がなかった。根上りになった部分は南側で5.35メートル、北側で2.8メートルの高さがある。露出した根の全体は周囲14.20メートルあり、主幹の幹周は4.73メートルを測る。このマツは太い方の幹から発した周囲約1.6メートルの枝が西側にある根上りマツの根元から約3.25メートルのところで水平に癒着していた。水平に癒着した枝の長さは約1.75メートルあり、「連理」の状態を示していた。なお、西側の根上りマツは連理部の直上で周囲約1.95メートルあり、推定の樹齢は約150年とされていた。
連理状態ではない他の根上りマツ4本は、1本目が連理根上りマツの西隣にあって根上り部分の高さが2.70メートル、幹の基部の周囲が2.60メートルあった。2本目は1本目のものの北側に生育し、根上り部分の高さが4.50メートル、幹の基部の周囲が2.40メートルあった。3本目は2本目の西方にあって、根上り部分の高さが4.64メートル、幹の基部の周囲が2.42メートルあった。4本目は3本目のさらに西隣に生育していて、根上り部分の高さが2.80メートル、幹の基部の周囲が2.40メートルあった。この4本はいずれも樹高が約20メートルあり、推定の樹齢は約250年とされていた。
1943年（昭和18年）8月24日に、連理根上りマツおよび根上りマツの生育地域約14アールが国の天然記念物に一括指定された。さらに1977年（昭和52年）2月21日には、同様のマツが生育する近接地域約5アールが追加指定を受けた。しかし、この地域に生育していたクロマツのうち3本は1959年（昭和34年）の伊勢湾台風によって折損した。そして1980年（昭和55年）頃からの松くい虫の被害によって、1982年（昭和57年）までに全部枯死した。1980年（昭和55年）4月3日付で天然記念物の指定は解除された。

## 交通アクセス
所在地
- 鳥取県東伯郡湯梨浜町大字宇谷

交通
- JR西日本山陰本線泊駅から徒歩約40分またはタクシー[3]。